# Álcool polivinílico
Álcool polivinílico (algumas vezes abreviado como PVOH, PVA, ou PVAL, do inglês polyvinyl alcohol) é um polímero sintético hidrossolúvel (não confundir com o acetato de polivinila, um adesivo popular para madeira e derivados de celulose).